# Кладоруб
Кла̀доруб е село в Северозападна България. То се намира в община Димово, област Видин.

## География
Селото е разположено на река Арчар.

## История
Село Кладоруб лежи върху останките на древно антично селище. Името на това селище – CONBUSTICA, е отбелязано в римската пътна карта Tabula Peutengiriana като точка, разположена на пътя от Ratiaria (дн. с. Арчар) към Naisos (съвременен Ниш).
През 2008 г. бяха извършени първите археологически проучвания на това място от археоложката Красимира Лука от Българско археологическо сдружение. Предварителните резултати показват, че на това място лежат останките от древен лагер на римски помощни войски (auxilia). Тук, още в първите години на римската окупация, е било построено каменно укрепление с правоъгълен план и площ над 2 хектара.
Находките на вносна римска керамика и метални предмети показват, че това е станало през I в. След Дакийските войни на император Траян, когато към Римската империя са присъединени земите на съвременна Румъния, военната част, стануваща на това място е била преместена и укреплението се превръща в цивилно укрепено селище. Разположението му на пътя, свързващ големия град Colonia Ulpia Traiana Ratiaria и Naisos го характеризира като оживен търговски център, доказателство за което са и богатите находки от римския период, достигащи до времето след началото на V в.
Римското селище, съществувало преди близо близо две хиляди години, е заемало място, по-голямо от съвременното село. И най-важното – в близост до него не е съществувала граница (административна, държавна или каквато и да е била), която да възпира неговото развитие, както в настоящето.
- крепостната стена на римския лагер
- вносна римска керамика
- фибула от II в.

По време на колективизацията в селото е създадено Трудово кооперативно земеделско стопанство „Георги Димитров“ по името на комунистическия диктатор Георги Димитров.
На 25 срещу 26 март 1951 година горянска група напада поделението на Трудови войски в Кладоруб, при което един офицер е убит, завзема селото и арестува местните комунистически функционери, след което се оттегля с престрелки през границата. Тези събития предизвикват паника в няколкото поделения на Трудови войски в района, където през следващите седмици редовно има инциденти с безпричинна стрелба.

## Население
Преброяване на населението през 2011 г.
Численост и дял на етническите групи според преброяването на населението през 2011 г.:
|                     | Численост | Дял (в %) |
| Общо                | 43        | 100,00    |
| Българи             | 41        | 95,34     |
| Турци               | 0         | 0,00      |
| Цигани              | 0         | 0,00      |
| Други               | 0         | 0,00      |
| Не се самоопределят | 0         | 0,00      |
| Неотговорили        | 0         | 0,00      |

## Културни и природни забележителности
На шест километра, в посока село Рабиша, се намира световноизвестната със своите скални рисунки пещера Магура.
Осемнадесет километра е разстоянието до друга природна забележителност – Белоградчишките скали.
И двата обекта са включени в българското национално туристическо движение Опознай България – 100 национални туристически обекта.

## Личности
- Благой Георгиев (1902  – 1984), комунист, историк, специалист по история на комунистическото движение в България

### Цитирани източници
- Груев, Михаил. Преорани слогове. Колективизация и социална промяна в Българския северозапад 40-те – 50-те години на XX век.   София, Сиела, 2009. ISBN 978-954-28-0450-5.